# Stimmwechsel

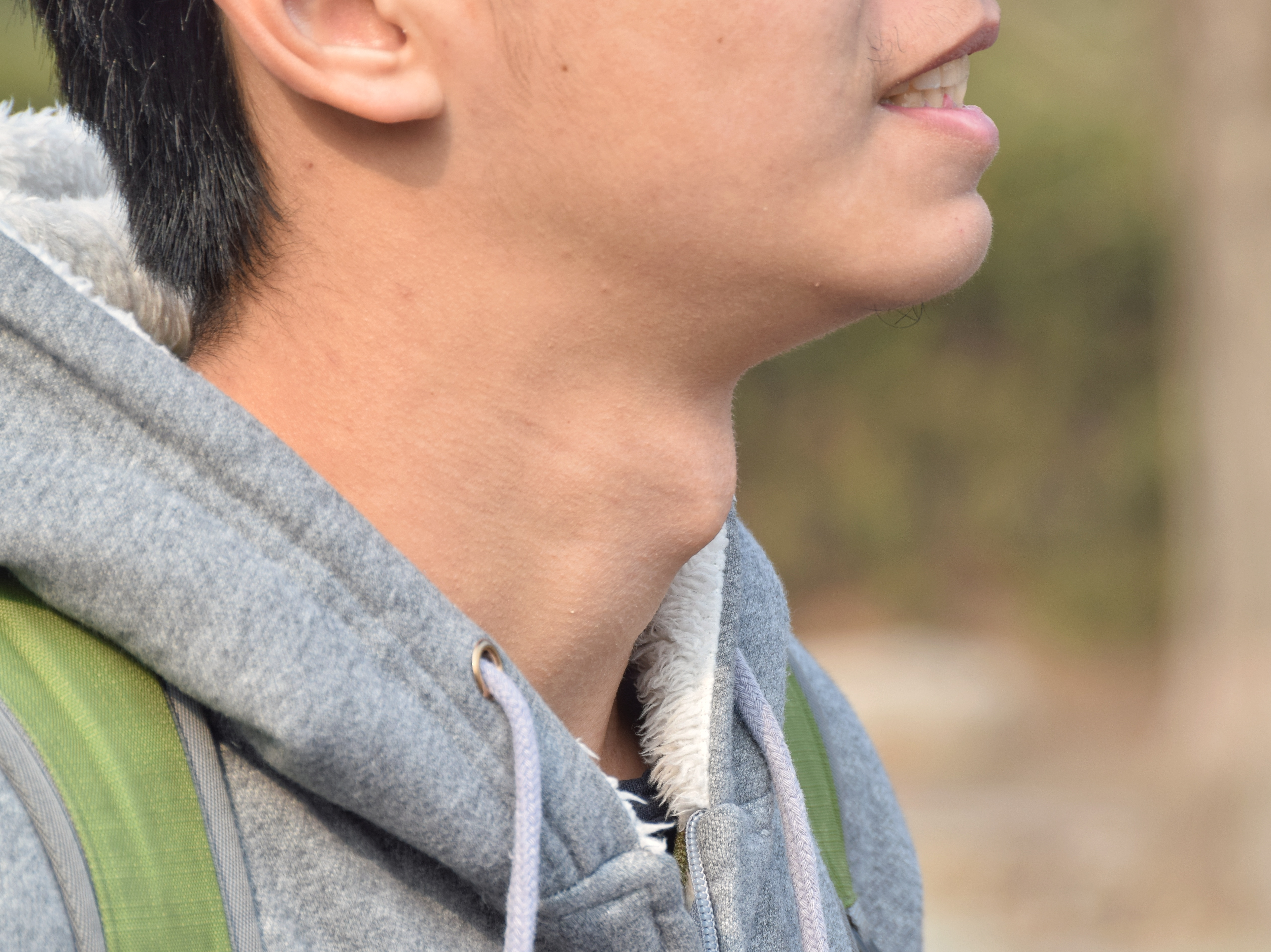
Adamsapfel

Der Stimmwechsel, auch Stimmbruch oder Mutation, ist die Phase in der Entwicklung heranwachsender Menschen, in der sich bei beiden Geschlechtern die Stimme merklich verändert: Während des Stimmwechsels wächst der Kehlkopf (wie der übrige Körper) in allen Dimensionen, wobei die Knorpel in Dicke und Festigkeit zunehmen; dabei tritt vor allem bei Männern der Adamsapfel hervor. Die Stimmlippen werden länger und dicker; die Stimme wird infolgedessen tiefer.

## Stimmwechsel in der Pubertät
Bei Mädchen mutiert die Stimme zwischen ca. dem 10. und 15., bei Jungen ca. zwischen dem 11. und 16. Lebensjahr (Abweichungen abhängig vom Verlauf der Pubertät; die allgemeine Akzeleration pubertärer Abläufe in den vergangenen Jahrzehnten hat auch die Abläufe des Stimmwechsels vorverlagert). Der Unterschied zwischen Jungen- und Männerstimme beträgt gewöhnlich eine Oktave (Frequenzverhältnis 2 zu 1). Auch die Frauenstimme kann gegenüber der Mädchenstimme bis zu einer kleinen Terz tiefer klingen (Frequenzverhältnis bis 6 zu 5).

## Ursachen für ausbleibende Stimmwechsel

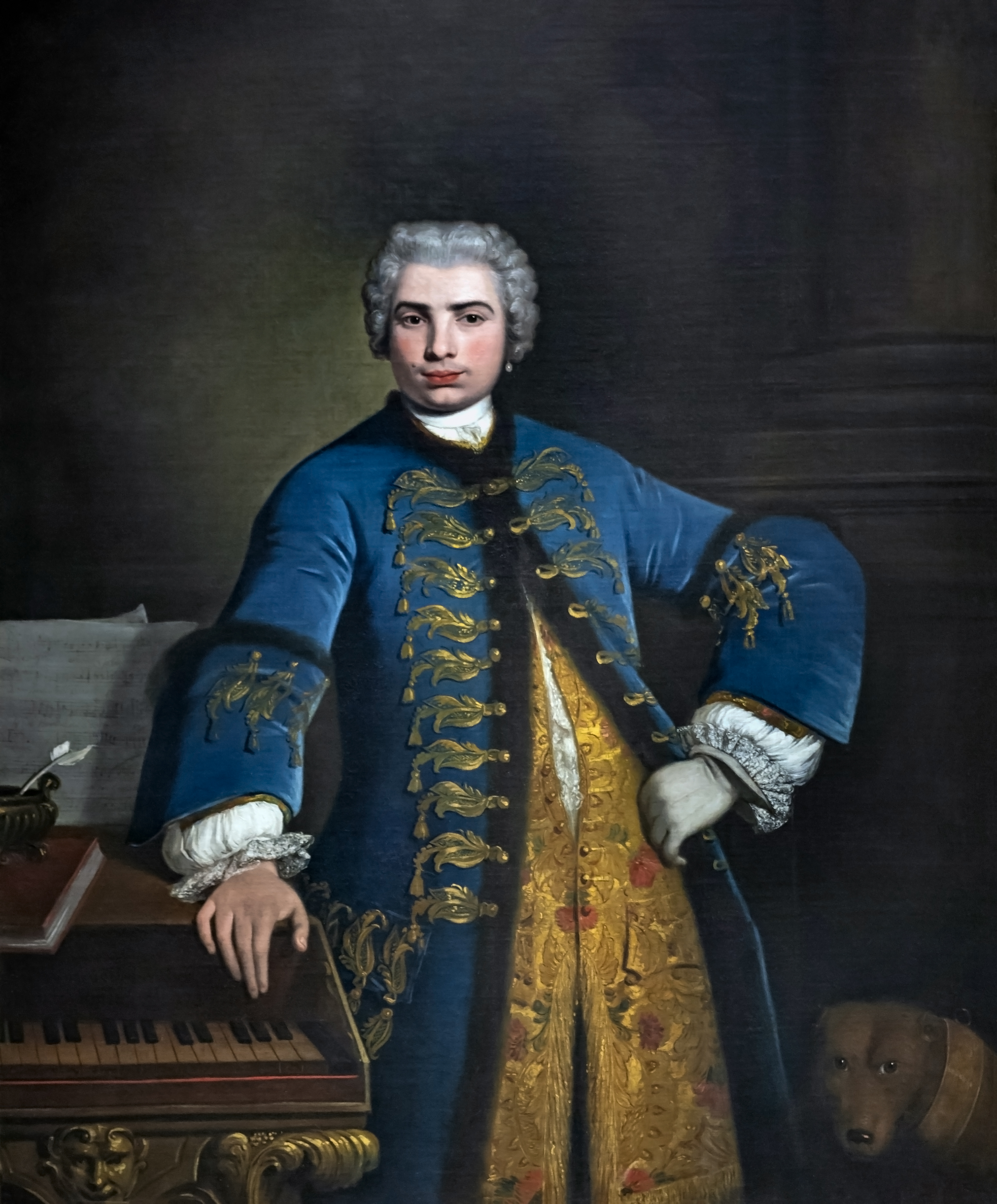
Der bekannte kastrierte Barocksopranist Farinelli (Bartolomeo Nazari 1734)

Die Veränderungen der menschlichen Stimme in der Pubertät stehen mit der Entwicklung der Genitalien in engem Zusammenhang: Werden einem Jungen vor Beginn des Stimmwechsels die Hoden entfernt, so findet kein Stimmwechsel statt und er spricht oder singt mit Kastratenstimme.
In seltenen Fällen können hormonelle Ursachen denselben Effekt verursachen, wie etwa beim Sopranisten Radu Marian. Diese hormonelle Prädisposition kann auch genetische Ursachen haben, wie bei Jazz-Sänger Jimmy Scott. Noch seltener sind die Umstände beim Sopranisten Michael Maniaci, bei dem sich aus unbekannten Gründen nur die Stimmbänder nicht entwickelten und er dadurch nie in den Stimmbruch kam.